# Fußballclub Ingolstadt 04 2012-2013
Questa voce raccoglie le informazioni riguardanti il Fußballclub Ingolstadt 04 nelle competizioni ufficiali della stagione 2012-2013.

## Stagione
Nella stagione 2012-2013 l'Ingolstadt, allenato da Tomas Oral, concluse il campionato di 2. Bundesliga al 13º posto. In Coppa di Germania l'Ingolstadt fu eliminato al primo turno dall'Aalen.

## Rosa
| N. |                      | Ruolo | Calciatore            |
| -- | -------------------- | ----- | --------------------- |
| 1  | Austria (bandiera)   | P     | Ramazan Özcan         |
| 2  | Danimarca (bandiera) | D     | Leon Jessen           |
| 3  | Germania (bandiera)  | D     | Andreas Schäfer       |
| 4  | Croazia (bandiera)   | D     | Andre Mijatović       |
| 5  | Turchia (bandiera)   | C     | Alper Uludağ          |
| 6  | Germania (bandiera)  | C     | Stefan Leitl          |
| 7  | Austria (bandiera)   | C     | Christoph Knasmüllner |
| 8  | Brasile (bandiera)   | C     | Roger                 |
| 9  | Germania (bandiera)  | A     | Moritz Hartmann       |
| 10 | Germania (bandiera)  | C     | Fabian Gerber         |
| 13 | Germania (bandiera)  | C     | José Ikeng            |
| 14 | Austria (bandiera)   | C     | Ümit Korkmaz          |
| 16 | Germania (bandiera)  | C     | Andreas Buchner       |
| 17 | Germania (bandiera)  | A     | Manuel Schäffler      |
| 18 | Germania (bandiera)  | A     | Christian Eigler      |

| N. |                     | Ruolo | Calciatore         |
| -- | ------------------- | ----- | ------------------ |
| 19 | Germania (bandiera) | D     | Malte Metzelder    |
| 20 | Germania (bandiera) | C     | Pascal Groß        |
| 21 | Germania (bandiera) | D     | Danny da Costa     |
| 22 | Bulgaria (bandiera) | A     | Ilijan Micanski    |
| 23 | Germania (bandiera) | A     | Reagy Ofosu        |
| 26 | Germania (bandiera) | D     | Ralph Gunesch      |
| 30 | Germania (bandiera) | C     | Florian Heller     |
| 31 | Brasile (bandiera)  | A     | Caiuby             |
| 32 | Germania (bandiera) | P     | Sascha Kirschstein |
| 33 | Croazia (bandiera)  | D     | Marino Biliškov    |
| 34 | Camerun (bandiera)  | D     | Marvin Matip       |
| 36 | Germania (bandiera) | A     | Karl-Heinz Lappe   |
| 37 | Germania (bandiera) | D     | Andreas Görlitz    |
| 39 | Germania (bandiera) | P     | Aaron Siegl        |

## Maglie e sponsor
Lo sponsor tecnico è il marchio Tedesco Adidas.
|  | Casa Maglia |  | Trasferta Maglia |  | Terza Maglia |

## Organigramma societario
Area tecnica
- Allenatore:
- Allenatore in seconda: Ali-Kayhan Cakici, Michael Henke
- Preparatore dei portieri: Brano Arsenović
- Preparatori atletici:
- Analisi video: Robert Deising

## Calciomercato

### Sessione estiva
| Acquisti | Acquisti         | Acquisti              | Acquisti |
| R.       | Nome             | da                    | Modalità |
| -------- | ---------------- | --------------------- | -------- |
| C        | Roger            | Energie Cottbus       |          |
| D        | Danny da Costa   | Bayer Leverkusen      |          |
| A        | Christian Eigler | Norimberga            |          |
| C        | Pascal Groß      | Karlsruhe             |          |
| C        | Ümit Korkmaz     | Eintracht Francoforte |          |
| D        | Andre Mijatović  | Hertha Berlino        |          |
| A        | Reagy Ofosu      | Amburgo II            |          |
| C        | Alper Uludağ     | Alemannia Aquisgrana  |          |

| Cessioni | Cessioni            | Cessioni             | Cessioni |
| R.       | Nome                | a                    | Modalità |
| -------- | ------------------- | -------------------- | -------- |
| C        | Leonhard Haas       | Hansa Rostock        |          |
| A        | Adam Nemec          | Union Berlino        |          |
| C        | Kristoffer Andersen | Alemannia Aquisgrana |          |
| D        | Moïse Bambara       | FSV Francoforte      |          |
| D        | Manuel Hartmann     | Holstein Kiel        |          |
| D        | Marc Hornschuh      | Borussia Dortmund    |          |
| D        | David Pisot         | Osnabrück            |          |

### Sessione invernale
| Acquisti | Acquisti        | Acquisti       | Acquisti |
| R.       | Nome            | da             | Modalità |
| -------- | --------------- | -------------- | -------- |
| A        | Ilijan Micanski | Kaiserslautern |          |
| D        | Leon Jessen     | Kaiserslautern |          |

| Cessioni | Cessioni      | Cessioni      | Cessioni |
| R.       | Nome          | a             | Modalità |
| -------- | ------------- | ------------- | -------- |
| A        | Collin Quaner | Hansa Rostock |          |
| A        | Ahmed Akaïchi | Espérance     |          |

## Risultati

### 2. Bundesliga

#### Girone di andata
| Arbitro: | Welz |

|                       |           |                 |
| Leitl 18’, 28’ (rig.) | Marcatori | 81’, 88’ Sanogo |

| Arbitro: | Dingert |

|          |           |            |
| Mohr 56’ | Marcatori | 55’ Eigler |

| Arbitro: | Kampka |

|  |           |                   |
|  | Marcatori | 42’, 77’ Kapllani |

| Arbitro: | Bandurski |

|           |           |                                    |
| Kempe 85’ | Marcatori | 16’ Biliškov 39’ Eigler 83’ Caiuby |

| Arbitro: | Kempter |

|                             |           |           |
| Mijatović 17’ Schäffler 90’ | Marcatori | 40’ Jopek |

| Arbitro: | Fischer |

|  |           |            |
|  | Marcatori | 60’ Caiuby |

| Arbitro: | Kircher |

|  |           |                             |
|  | Marcatori | 32’ Stoppelkamp 73’ Vallori |

| Arbitro: | Wingenbach |

|              |           |           |
| Brügmann 85’ | Marcatori | 9’ Caiuby |

| Arbitro: | Grudzinski |

|               |           |             |
| Schäffler 80’ | Marcatori | 68’ Bunjaku |

| Arbitro: | Steinhaus-Webb |

|  |           |                      |
|  | Marcatori | 64’ Leitl 88’ Caiuby |

| Arbitro: | Steuer |

|                        |           |  |
| Groß 56’ Schäffler 90’ | Marcatori |  |

| Berlino 2 novembre 2012, ore 18:00 CET 12ª giornata | Hertha Berlino | 0 – 0 referto | Ingolstadt 04 | Stadio Olimpico (33 156 spett.)\| Arbitro: \| Stegemann \| |
| Arbitro:                                            | Stegemann      |               |               |                                                            |

| Arbitro: | Unger |

|                                                      |           |                          |
| Leitl 48’ Schäffler 70’ Eigler 85’ (rig.) Caiuby 90’ | Marcatori | 17’ Ramon 80’ Amachaibou |

| Arbitro: | Stieler |

|                            |           |  |
| Kumbela 38’, 75’ Korte 81’ | Marcatori |  |

| Arbitro: | Fischer |

|            |           |           |
| Eigler 19’ | Marcatori | 82’ Klotz |

| Arbitro: | Siebert |

|                  |           |                            |
| Leitl 44’ (rig.) | Marcatori | 20’ Hensel 60’ Hochscheidt |

| Arbitro: | Zwayer |

|          |           |  |
| Ujah 45’ | Marcatori |  |

#### Girone di ritorno
| Arbitro: | Willenborg |

|           |           |               |
| Sanogo 5’ | Marcatori | 79’ Mijatović |

| Ingolstadt 15 dicembre 2012, ore 13:00 CET 19ª giornata | Ingolstadt 04 | 0 – 0 referto | St. Pauli | Audi-Sportpark (6 648 spett.)\| Arbitro: \| Drees \| |
| Arbitro:                                                | Drees         |               |           |                                                      |

| Arbitro: | Kampka |

|  |           |                      |
|  | Marcatori | 57’ Lappe 67’ Caiuby |

| Arbitro: | Petersen |

|              |           |                                   |
| Micanski 68’ | Marcatori | 27’ Kachunga 84’ Bertels 87’ Meha |

| Arbitro: | Grudzinski |

|           |           |            |
| Nemec 85’ | Marcatori | 66’ Heller |

| Arbitro: | Fischer |

|              |           |           |
| Hartmann 14’ | Marcatori | 83’ Ouali |

| Arbitro: | Dietz |

|             |           |            |
| Tomasov 27’ | Marcatori | 79’ Eigler |

| Arbitro: | Bandurski |

|                     |           |              |
| Groß 56’ Caiuby 64’ | Marcatori | 61’ Goretzka |

| Arbitro: | Steinhaus-Webb |

|                                      |           |  |
| Bunjaku 42’ (rig.), 71’ Idrissou 87’ | Marcatori |  |

| Arbitro: | Kempter |

|  |           |               |
|  | Marcatori | 16’ Jovanović |

| Arbitro: | Christ |

|                                 |           |                   |
| Reichwein 20’ Dausch 54’ (rig.) | Marcatori | 25’ (rig.) Caiuby |

| Arbitro: | Willenborg |

|            |           |                |
| Caiuby 14’ | Marcatori | 64’ Ben-Hatira |

| Arbitro: | Grudzinski |

|             |           |                       |
| Sembolo 22’ | Marcatori | 7’ Korkmaz 29’ Heller |

| Arbitro: | Petersen |

|  |           |             |
|  | Marcatori | 90’ Vrančić |

| Arbitro: | Steuer |

|                          |           |            |
| Adler 7’ Wooten 58’, 83’ | Marcatori | 26’ Eigler |

| Arbitro: | Stieler |

|  |           |            |
|  | Marcatori | 64’ Caiuby |

| Arbitro: | Kircher |

|  |           |                                          |
|  | Marcatori | 48’ Royer 76’ Nascimento 78’ (rig.) Ujah |

### Coppa di Germania
| Arbitro: | Unger |

|                                         |           |  |
| Lechleiter 15’ Dausch 35’ Valentini 90’ | Marcatori |  |

## Statistiche

### Statistiche di squadra
| Competizione      | Punti | In casa | In casa | In casa | In casa | In casa | In casa | In trasferta | In trasferta | In trasferta | In trasferta | In trasferta | In trasferta | Totale | Totale | Totale | Totale | Totale | Totale | DR  |
| Competizione      | Punti | G       | V       | N       | P       | Gf      | Gs      | G            | V            | N            | P            | Gf           | Gs           | G      | V      | N      | P      | Gf     | Gs     | DR  |
| ----------------- | ----- | ------- | ------- | ------- | ------- | ------- | ------- | ------------ | ------------ | ------------ | ------------ | ------------ | ------------ | ------ | ------ | ------ | ------ | ------ | ------ | --- |
| 2. Bundesliga     | 42    | 17      | 4       | 6       | 7       | 18      | 24      | 17           | 6            | 6            | 5            | 18           | 19           | 34     | 10     | 12     | 12     | 36     | 43     | -7  |
| Coppa di Germania | -     | 0       | 0       | 0       | 0       | 0       | 0       | 1            | 0            | 0            | 1            | 0            | 3            | 1      | 0      | 0      | 1      | 0      | 3      | -3  |
| Totale            | 42    | 17      | 4       | 6       | 7       | 18      | 24      | 18           | 6            | 6            | 6            | 18           | 22           | 35     | 10     | 12     | 13     | 36     | 46     | -10 |

### Andamento in campionato
| Giornata  | 1 | 2  | 3  | 4  | 5 | 6 | 7 | 8 | 9 | 10 | 11 | 12 | 13 | 14 | 15 | 16 | 17 | 18 | 19 | 20 | 21 | 22 | 23 | 24 | 25 | 26 | 27 | 28 | 29 | 30 | 31 | 32 | 33 | 34 |
| --------- | - | -- | -- | -- | - | - | - | - | - | -- | -- | -- | -- | -- | -- | -- | -- | -- | -- | -- | -- | -- | -- | -- | -- | -- | -- | -- | -- | -- | -- | -- | -- | -- |
| Luogo     | C | T  | C  | T  | C | T | C | T | C | T  | C  | T  | C  | T  | C  | C  | T  | T  | C  | T  | C  | T  | C  | T  | C  | T  | C  | T  | C  | T  | C  | T  | T  | C  |
| Risultato | N | N  | P  | V  | V | V | P | N | N | V  | V  | N  | V  | P  | N  | P  | P  | N  | N  | V  | P  | N  | N  | N  | V  | P  | P  | P  | N  | V  | P  | P  | V  | P  |
| Posizione | 7 | 10 | 14 | 10 | 7 | 6 | 8 | 8 | 8 | 7  | 5  | 6  | 5  | 5  | 5  | 8  | 9  | 9  | 9  | 7  | 10 | 10 | 11 | 10 | 9  | 10 | 10 | 12 | 11 | 10 | 11 | 12 | 11 | 13 |

Legenda:

Luogo: C = Casa; T = Trasferta. Risultato: V = Vittoria; N = Pareggio; P = Sconfitta.

### Statistiche dei giocatori
| Giocatore      | 2. Bundesliga | 2. Bundesliga | 2. Bundesliga | 2. Bundesliga | Coppa di Germania | Coppa di Germania | Coppa di Germania | Coppa di Germania | Totale   | Totale | Totale      | Totale     |
| Giocatore      | Presenze      | Reti          | Ammonizioni   | Espulsioni    | Presenze          | Reti              | Ammonizioni       | Espulsioni        | Presenze | Reti   | Ammonizioni | Espulsioni |
| -------------- | ------------- | ------------- | ------------- | ------------- | ----------------- | ----------------- | ----------------- | ----------------- | -------- | ------ | ----------- | ---------- |
| A. Akaïchi     | 1             | 0             | 0             | 0             | 1                 | 0                 | 0                 | 0                 | 2        | 0      | 0           | 0          |
| M. Biliškov    | 15            | 1             | 1             | 0             | 1                 | 0                 | 0                 | 0                 | 16       | 1      | 1           | 0          |
| A. Buchner     | 0             | 0             | 0             | 0             | 0                 | 0                 | 0                 | 0                 | 0        | 0      | 0           | 0          |
| C. Caiuby      | 32            | 10            | 7             | 1             | 1                 | 0                 | 0                 | 0                 | 33       | 10     | 7           | 1          |
| D. Costa       | 27            | 0             | 2             | 0             | 1                 | 0                 | 0                 | 0                 | 28       | 0      | 2           | 0          |
| C. Eigler      | 27            | 6             | 6             | 0             | 1                 | 0                 | 0                 | 0                 | 28       | 6      | 6           | 0          |
| F. Gerber      | 0             | 0             | 0             | 0             | 0                 | 0                 | 0                 | 0                 | 0        | 0      | 0           | 0          |
| P. Groß        | 30            | 2             | 3             | 0             | 1                 | 0                 | 1                 | 0                 | 31       | 2      | 4           | 0          |
| R. Gunesch     | 16            | 0             | 0             | 0             | 1                 | 0                 | 0                 | 0                 | 17       | 0      | 0           | 0          |
| A. Görlitz     | 8             | 0             | 1             | 0             | 0                 | 0                 | 0                 | 0                 | 8        | 0      | 1           | 0          |
| M. Hartmann    | 16            | 1             | 3             | 0             | 0                 | 0                 | 0                 | 0                 | 16       | 1      | 3           | 0          |
| F. Heller      | 21            | 2             | 3             | 0             | 1                 | 0                 | 0                 | 0                 | 22       | 2      | 3           | 0          |
| J. Ikeng       | 2             | 0             | 0             | 0             | 0                 | 0                 | 0                 | 0                 | 2        | 0      | 0           | 0          |
| L. Jessen      | 7             | 0             | 0             | 0             | 0                 | 0                 | 0                 | 0                 | 7        | 0      | 0           | 0          |
| S. Kirschstein | 3             | 0             | 1             | 0             | 0                 | 0                 | 0                 | 0                 | 3        | 0      | 1           | 0          |
| C. Knasmüllner | 7             | 0             | 2             | 0             | 0                 | 0                 | 0                 | 0                 | 7        | 0      | 2           | 0          |
| Ü. Korkmaz     | 26            | 1             | 3             | 0             | 1                 | 0                 | 0                 | 0                 | 27       | 1      | 3           | 0          |
| K. Lappe       | 6             | 1             | 0             | 0             | 0                 | 0                 | 0                 | 0                 | 6        | 1      | 0           | 0          |
| S. Leitl       | 29            | 5             | 7             | 1             | 1                 | 0                 | 0                 | 0                 | 30       | 5      | 7           | 1          |
| M. Matip       | 34            | 0             | 3             | 0             | 1                 | 0                 | 0                 | 0                 | 35       | 0      | 3           | 0          |
| M. Metzelder   | 0             | 0             | 0             | 0             | 0                 | 0                 | 0                 | 0                 | 0        | 0      | 0           | 0          |
| I. Micanski    | 7             | 1             | 1             | 0             | 0                 | 0                 | 0                 | 0                 | 7        | 1      | 1           | 0          |
| A. Mijatović   | 30            | 2             | 7             | 0             | 0                 | 0                 | 0                 | 0                 | 30       | 2      | 7           | 0          |
| R. Ofosu       | 0             | 0             | 0             | 0             | 0                 | 0                 | 0                 | 0                 | 0        | 0      | 0           | 0          |
| C. Quaner      | 1             | 0             | 0             | 0             | 0                 | 0                 | 0                 | 0                 | 1        | 0      | 0           | 0          |
| R. Roger       | 24            | 0             | 4             | 1             | 0                 | 0                 | 0                 | 0                 | 24       | 0      | 4           | 1          |
| A. Schäfer     | 27            | 0             | 4             | 0             | 1                 | 0                 | 1                 | 0                 | 28       | 0      | 5           | 0          |
| M. Schäffler   | 23            | 4             | 1             | 0             | 0                 | 0                 | 0                 | 0                 | 23       | 4      | 1           | 0          |
| A. Siegl       | 0             | 0             | 0             | 0             | 0                 | 0                 | 0                 | 0                 | 0        | 0      | 0           | 0          |
| A. Uludağ      | 20            | 0             | 6             | 0             | 1                 | 0                 | 0                 | 0                 | 21       | 0      | 6           | 0          |
| R. Özcan       | 32            | 0             | 0             | 0             | 1                 | 0                 | 0                 | 0                 | 33       | 0      | 0           | 0          |